# Heloderma charlesbogerti
El lagarto enchaquirado del valle de Motagua (Heloderma charlesbogerti), también conocido como escorpión o niño dormido, es un lagarto venenoso endémico de los bosques secos del Valle del Motagua en el este de Guatemala.
El lagarto es una especie de la familia Helodermatidae y es la única especie alopátrica, separada de la especie más cercana de lagartos enchaquirados (H. alvarezi) por 250 km de hábitat inadecuado.
El lagarto enchaquirado del valle de Motagua es una especie muy rara y en crítico peligro de extinción ya que se cree que existen menos de 500 de estos animales en la naturaleza, convirtiéndolo en uno de los lagartos más amenazados del mundo. Debido a su crítico estado de conservación, fue trasladado del apéndice II al apéndice I de CITES. Existe una reserva de 58 hectáreas destinada a la conservación de esta especie y su habitat en el área de El Arenal, Guatemala.

## Taxonomía
El lagarto escorpión del valle de Motagua pertenece a la familia Helodermatidae que forma parte de un clado de reptiles con glándulas secretoras de toxina. Además de ser la única población alopátrica del género Heloderma, esta especie se diferencia de las otras subespecies por su coloración y tamaño, siendo la más pequeña entre ellas. El hábitat y el comportamiento de H. charlesbogerti se estudiaron por medio de radio-telemetría en los bosques secos de Zacapa, Guatemala, y se comprobó que el ámbito de hogar de los lagartos individuales tiene una superficie promedio de 130 hectáreas.
Esta especie fue descubierta en 1984 por un trabajador agrícola llamado en el Valle del Motagua, Guatemala. Su nombre de género, Heloderma, significa "tachonado de la piel" y viene de las palabras griegas 'helos' (ηλος) -'cabeza de clavo'- y 'derma' (δερμα), lo que significa 'piel'. Su nombre de especie se refiere al herpetólogo estadounidense Charles Mitchill Bogert.

## Alimentación
H. charlesbogerti vive en los alrededores de arroyos caracterizados por una alta densidad de nidos de palomas y cotorras, cuyos huevos forman el componente principal de su dieta.
En estos arroyos las aves anidan relativamente cerca del suelo en árboles con ramas suficientemente gruesas para soportar el peso del lagarto. Se sabe que también se alimenta de insectos, como escarabajos y grillos. Los huevos de la iguana de cola espinosa de Guatemala (Ctenosaura palearis), una especie endémica de la misma región y también en estado de conservación crítico, son otra fuente de alimento importante para el lagarto enchaquirado del valle de Motagua, lo que une el estado de conservación de ambos reptiles.